# Emilia Fox
Emilia Rose Elizabeth Fox (Londra, 31 luglio 1974) è un'attrice britannica.

## Biografia
È figlia degli attori Joanna David e Edward Fox, sorella dell'attore Freddie Fox, nipote dell'attore James Fox e cugina dell'attore Laurence Fox. Nel 2005, dopo 2 anni di fidanzamento, ha sposato l'attore Jared Harris da cui si è separata nel 2008 per poi divorziare nel 2010. Si è in seguito legata all'attore Jeremy Gilley con cui ha avuto una figlia, Rose, nel 2010, e nel 2011 la relazione finì. Fox suona il violoncello, il pianoforte e la tromba.

## Filmografia parziale

### Cinema
- Il pianista (The Pianist), regia di Roman Polański (2002)
- Prendimi l'anima, regia di Roberto Faenza (2002)
- 3 Blind Mice, regia di Mathias Ledoux (2003)
- Cose da fare prima dei 30 (Things To Do Before You're 30), regia di Simon Shore (2005)
- La tigre e la neve, regia di Roberto Benigni (2005)
- La famiglia omicidi (Keeping Mum), regia di Niall Johnson (2005)
- Cashback, regia di Sean Ellis (2006)
- Dorian Gray, regia di Oliver Parker (2009)
- Suspension of Disbelief, regia di Mike Figgis (2012)
- Mum's List - La scelta di Kate (Mum's List), regia di Niall Johnson (2016)
- Mia moglie è un fantasma (Blithe Spirit), regia di Edward Hall (2020)

### Televisione
- Orgoglio e pregiudizio (Pride and Prejudice) – miniserie TV, 6 episodi (1995)
- Rebecca – miniserie TV, episodi 1x01-1x02 (1997)
- Randall & Hopkirk – serie TV, 13 episodi (2000-2001)
- Coupling – serie TV, episodi 3x02-3x03 (2002)
- Helen of Troy – miniserie TV, episodi 1x01-1x02 (2003)
- Miss Marple (Agatha Christie's Marple) – serie TV, episodio 2x02 (2006)
- Ballet Shoes, regia di Sandra Goldbacher - film TV (2007)
- Merlin – serie TV, 11 episodi (2009-2011)
- The Wrong Mans - serie TV, 5 episodi (2013)
- The Secrets – serie TV, episodi 1x04 (2014)
- Il seggio vacante (The Casual Vacancy) - miniserie TV, 3 episodi (2015)
- Testimoni silenziosi (Silent Witness) – serie TV (2004-in corso)
- Signora Volpe – miniserie TV, 3 puntate (2022)

## Doppiatrici italiane
Nelle versioni in italiano delle opere in cui ha recitato, Emilia Fox è stata doppiata da:
- Barbara De Bortoli ne La famiglia omicidi, Signora Volpe
- Francesca Fiorentini ne Il pianista
- Emanuela Rossi in Prendimi l'anima
- Isabella Pasanisi in Randall & Hopkirk
- Francesca Manicone in Testimoni silenziosi
- Deborah Ciccorelli in Cose da fare prima dei 30
- Laura Latini in Merlin
- Mattea Serpelloni in Mia moglie è un fantasma